# Хуан Кальсадо
Хуан Кальсадо (ісп. Juan Calzado, 16 березня 1937) — іспанський хокеїст на траві.
Бронзовий призер Олімпійських Ігор 1960 року.